# Ken Stringfellow
Kenneth Stuart Stringfellow (Hollywood, California; 30 de octubre de 1968) es un músico estadounidense de punk rock y de rock alternativo, conocido por haber sido guitarrista de bandas como The Posies, R.E.M., Big Star o Lagwagon.

## Biografía
Ken Stringfellow fundó en 1986 el grupo de power pop The Posies junto a Jon Auer, convirtiéndose en una de las parejas compositoras más importantes de la música alternativa de finales del siglo xx. Con The Posies consiguió el reconocimiento de fans y crítica, sobre todo en la que es considerada como su mejor obra, Frosting on the Beater (Geffen Records, 1993). En lo que se refiere a su carrera en solitario, ha editado tres álbumes hasta la fecha, compaginando este trabajo con el de músico de acompañamiento de los también norteamericanos R.E.M.. También ha colaborado con la banda de punk rock californiana Lagwagon.
Actualmente colabora con la radio online de Barcelona ScannerFM.
En su paso por Argentina en el año 2009 junto a Super Ratones —con quién grabó en su disco homónimo, y ellos a su vez participaron en la grabación del disco de The Disciplines Smoking Kills— y los Smitten presentó su último disco en el programa más importante de la radiofonía argentina llamado ¿Cual es?, programa que se emite por la radio Rock and Pop y es conducido por Mario Pergolini, Eduardo de la Puente y por Marcelo Gantman.
También en esta gira sudamericana, pasó por Chile, donde se presentó por partida doble en lugares de prestigio como La Batuta. En sus shows fue acompañado por la banda local Radar.
En el año 2010 produce el disco Caos de la banda ecuatoriana Can Can.
En 2013 graba con el grupo español Neuman el EP Bye Fear / Hi Love.

## Discografía
- This Sounds Like Goodbye (1997)
- Touched (2001)
- Soft Commands (2004)
- The Sellout Cover Session Vol. 1 (2008)
- Danzig in the Moonlight (2012)

### con Sky Cries Mary
- Until The Grinders Cease (1989)
- Don't Eat The Dirt (1990

### con The Posies
- Failure (1988)
- Dear 23 (1990)
- Frosting on the Beater (1993)
- Amazing Disgrace (1996)
- Success (1998)
- In Case You Didn't Feel Like Plugging In (2000)
- Alive Before the Iceberg (2000)
- At Least, At Last (Box Set) (2000)
- Dream All Day: The Best of The Posies (2000)
- Nice Cheekbones and a Ph.D. (2001)
- Every Kind of Light (2005)

### con The Minus 5
- Old Liquidator (1995)
- Down With Wilco (2003)

### con Lagwagon
- Double Plaidinum (1997)

### con Chariot
- I Am Ben Hur (1998)

### con R.E.M.
- Reveal
- Man on the Moon OST
- In Time: The Best of R.E.M. 1988-2003
- Around the Sun
- R.E.M. Live

### con Jon Auer
- Private Sides

### con White Flag
- On The Way Down (1999)
- Eternally Undone (2001)
- History is Fiction (2003)
- Piangi Con Me (2006)

### con The Orange Humble Band
- Assorted Creams (1998)
- Humblin' (Across America) (2001)

### con Cecilia Ann
- Un Segundo (1998)

### con the disciplines
- Smoking Kills (2008)

### Con Neuman
- Bye Fear / Hi Love (2013)

### con Sunbourne Rd
- Hollywood Breakdown (2021)